# Gymnothorax kontodontos
Gymnothorax kontodontos is een straalvinnige vissensoort uit de familie van murenen (Muraenidae). De wetenschappelijke naam van de soort is voor het eerst geldig gepubliceerd in 2000 door Böhlke.